# Pinstripe Bowl 2019
Match précédent Match suivant
Le Pinstripe Bowl 2019 est un match de football américain de niveau universitaire joué après la saison régulière de 2019, le 27 décembre 2019 au Yankee Stadium du Bronx dans l'État de New York aux États-Unis.
Il s'agit de la 10e édition du Pinstripe Bowl.
Le match met en présence l'équipe des Spartans de Michigan State issue de la Big Ten Conference et l'équipe des Demon Deacons de Wake Forest issue de la Atlantic Coast Conference.
Il débute à 15 h 20 locales et est retransmis à la télévision par ESPN.
Sponsorisé par la société New Era Cap Company, le match est officiellement dénommé le New Era Pinstripe Bowl 2019.
Michigan State gagne le match sur le score de 27 à 21.

## Présentation du match
Il s'agit de la première rencontre entre ces deux équipes
| Équipes | Conférences | Entraîneurs        | Stats. saison rég. | Classements avant le bowl | Classements avant le bowl | Classements avant le bowl |
| --- | ----------- | ------------------ | ------------------ | ------------------------- | ------------------------- | ------------------------- |
| Équipes | Conférences | Entraîneurs        | Stats. saison rég. | CFP                       | AP                        | Coaches                   |
| Spartans de Michigan State                                                                                         | B10         | Mark Dantonio (en) | 6 - 6              | NC                        | NC                        | NC                        |
| Demon Deacons de Wake Forest                                                                                       | ACC         | Dave Clawson (en)  | 8 - 4              | NC                        | NC                        | NC                        |
| - Arbitre : Cooper Castleberry (Big 12) - Équipe donnée favorite par les bookmakers : Michigan State par 3½ points |             |                    |                    |                           |                           |                           |

### Spartans de Michigan State
Avec un bilan global en saison régulière de 6 victoires et 6 défaites (4-5 en matchs de conférence), Michigan State est éligible et accepte l'invitation pour participer au Pinstripe Bowl de 2019.
Ils terminent 5e de l'East Division de la Big Ten Conference derrière #2 Ohio State, #10 Penn State, #14 Michigan et Indiana. À l'issue de la saison 2019, ils n'apparaissent pas dans les classements CFP, AP et Coaches.
C'est leur première apparition au Pinstripe Bowl.
| Postes      | Joueurs            | Statistiques                                                       |
| ----------- | ------------------ | ------------------------------------------------------------------ |
| Quarterback | Brian Lewerke (en) | 234/399 passes réussies pour 2 759 yards, 16 TDs, 12 interceptions |
| Coureur     | Eljiah Collins     | 201 courses pour 892 yards nets gagnés et 5 TDs                    |
| Receveur    | Cody White         | 58 réceptions pour 825 yards et 5 TDs                              |

### Demon Deacons de Wake Forest
Avec un bilan global en saison régulière de 8 victoires et 4 défaites (4-4 en matchs de conférence), Wake Forest est éligible et accepte l'invitation pour participer au Pinstripe Bowl de 2019.
Ils terminent 3e de l'Atlantic Division de la Atlantic Coast Conference derrière #3 Clemson et Louisville. À l'issue de la saison 2019, ils n'apparaissent pas dans les classements CFP, AP et Coaches.
C'est leur première apparition au Pinstripe Bowl.
| Postes      | Joueurs           | Statistiques                                                       |
| ----------- | ----------------- | ------------------------------------------------------------------ |
| Quarterback | Jamie Newman (en) | 208/334 passes réussies pour 2 693 yards, 23 TDs, 10 interceptions |
| Coureur     | Cade Carney       | 143 courses pour 556 yards nets gagnés et 5 TDs                    |
| Receveur    | Sage Surratt (en) | 66 réceptions pour 1 001 yards et 11 TDs                           |

## Résumé du match
Début du match à  15 h 20, fin à  18 h 48 pour une durée totale de jeu de 03 h 28 min.
| QT            | Temps         | Drive         | Drive         | Drive         | Équipe        | Description de l'action | Score | Score |
| ------------- | ------------- | ------------- | ------------- | ------------- | ------------- | --- | ----- | ----- |
| QT            | Temps         | Jeux          | Yards         | TDP           | Équipe        | Description de l'action | MS    | WF    |
| 1             | 12:44         | 7             | 65            | 02:16         | WF            | TD de 29 yards à la suite d'une passe de QB Jamie Newman réceptionnée par WR Kendall Hinton + 1 point de conversion par K Nick Sciba               | 0     | 7     |
| 1             | 02:44         | 16            | 75            | 06:21         | MS            | FG de 23 yards par K Matt Coghlin | 3     | 7     |
| 1             | 02:01         | 3             | 6             | 00:43         | MS            | TD à la suite d'une passe de QB Jamie Newman interceptée et retournée sur 14 yards par DT Mike Panasiuk + 1 point de conversion par K Matt Coghlin | 10    | 7     |
| 2             | 09:14         | 6             | 36            | 02:08         | WF            | TD de 16 yards à la suite d'une passe de QB Jamie Newman réceptionnée par WR Donavon Greene + 1 point de conversion par K Nick Sciba               | 10    | 14    |
| 2             | 08:06         | 3             | 70            | 01:08         | MS            | TD à la suite d'une course de 8 yards par QB Brian Lewerke + 1 point de conversion par K Matt Coghlin                                              | 17    | 14    |
| 2             | 06:19         | 6             | 80            | 01:54         | WF            | TD de 45 yards à la suite d'une passe de QB Jamie Newman réceptionnée par TE Jack Freudenthal + 1 point de conversion par K Nick Sciba             | 17    | 21    |
| 2             | 00:49         | 13            | 47            | 05:30         | MS            | FG de 44 yards par K Matt Coghlin | 20    | 21    |
|               |               |               |               |               |               | |       |       |
| 3             | 10:11         | 10            | 73            | 04:49         | MS            | TD de 10 yards à la suite d'une passe de Brian Lewerke réceptionnée par WR Cody White + 1 point de conversion par K Matt Coghlin                   | 27    | 21    |
| Score final : | Score final : | Score final : | Score final : | Score final : | Score final : | Score final : | 27    | 21    |

## Statistiques
| Nom                | Poste | Équipe         |
| ------------------ | ----- | -------------- |
| Brian Lewerke (en) | QB    | Michigan State |

| Statistiques                           | Spartans de Michigan State                              | Demon Deacons de Wake Forest                            |
| -------------------------------------- | ------------------------------------------------------- | ------------------------------------------------------- |
| 1er down                               | 26                                                      | 17                                                      |
| 1er down à la course                   | 10                                                      | 11                                                      |
| 1er down à la passe                    | 15                                                      | 6                                                       |
| 1er down suite pénalité                | 1                                                       | 0                                                       |
| Conversion de 3e down                  | 5/14                                                    | 8/17                                                    |
| Conversion de 4e down                  | 1/1                                                     | 0/2                                                     |
| Jeux–yards                             | 79 jeux pour 497 yards                                  | 70 jeux pour 351 yards                                  |
| Yards à la course                      | 41 courses pour 177 yards (moyenne de 4,3 yards/course) | 41 courses pour 176 yards (moyenne de 4,3 yards/course) |
| Yards à la passe                       | 320                                                     | 175                                                     |
| Passes : Réussies-Tentées-Interceptées | 26/38 passes complétées, 1 interception                 | 12/29 passes complétées, 1 interception                 |
| Réussite en zone rouge/chances         | 4/7                                                     | 1/1                                                     |
| TD                                     | 3                                                       | 3                                                       |
| Field Goals                            | 2/3                                                     | -                                                       |
| Sacks (Nombre-Yards)                   | 4 pour 25 yards adverses perdus                         | 1 pour 1 yards adverses perdus                          |
| Fumbles (Nombre/Perdus)                | 1/1                                                     | 2/0                                                     |
| Pénalités (Nombre/Yards perdus)        | 7 pour 55 yards perdus                                  | 7 pour 65 yards perdus                                  |
| Temps de possession                    | 35:10                                                   | 24:50                                                   |

| Spartans de Michigan State   |                    |                                                                          |
| Quarterback                  | Brian Lewerke (en) | 26/31 passes complétées, 320 yards, 1 interception, 1 TD, 0 sack subi    |
| Meilleur coureur             | Collins Elijah     | 21 courses pour 96 yards nets gagnés, 0 TD, moyenne de 4,6 yards/course  |
| Meilleur receveur            | White Cody         | 8/8 réceptions pour 97 yards gagnés, 1 TD                                |
| Meilleur tackler             | Harvey Noah        | 14 tacles dont 1 en solo, 1 TFL (3 yards)                                |
| Demon Deacons de Wake Forest |                    |                                                                          |
| Quarterback                  | Jamie Newman (en)  | 12/27 passes complétées, 175 yards, 1 interception, 3 TDs, 4 sacks subis |
| Meilleur coureur             | Newman Jamie       | 17 courses pour 87 yards nets gagnés, 0 TD, moyenne de 5,1 yards/course  |
| Meilleur receveur            | Hinton Kendal      | 3/5 réceptions pour 48 yards gagnés, 1 TD                                |
| Meilleur tackler             | Rucker Trey        | 10 tacles dont 6 en solo                                                 |